# 新JIS配列
新JIS配列は、日本語入力用キー配列の一つ。カナ系。
1986年、通商産業省により「仮名漢字変換形日本文入力装置用けん盤配列」JIS C 6236 として標準化され、後にJIS X 6004と改名されたが、1999年に廃止された。

## 歴史
1986年当時最も普及していたJISかな配列には問題点が指摘されており、それに変わるものとして考案された。しかしJISかな配列が廃止されることなく併存し続けたため、パーソナルコンピュータ用としては普及せず、1999年には「使用実態がない」としてJIS規格上からは廃止された。例外的にワープロ専用機のオプションとしては複数のメーカーが採用していた。
現在では専用キーボードは存在しないが、親指シフトと同様にエミュレータを用いて再現されている。

## 設計思想
制定に当たっては、高等学校の教科書9教科（9冊）の延べ130万文字や天声人語（16万語）などの資料をn-gramデータとして集計してから用いた。また、実在の人間にとって「無理なく・すばやく」操作できる入力法を設計するために、女子大学生7名を対象として延べ約380万文字分の「指の運動特性」調査を行った。入力の過程で得た運動特性データは、配列を設計・選別するための打鍵速度データとして使われた。
新JIS配列は日本語入力の分野において、「数百万字クラスの大規模n-gramデータを、数百万打鍵クラスの大規模運動特性データによって仮想打鍵する」ことにより、無数に存在する配列候補から「各種の要求を満たす、評価の高い配列」を、現実的な設計期間で選び出せる設計手法が利用された先駆けでもある。
成果物による入力速度を客観的に評価・比較でき、かつ人間の動作能力を子細に渡るまで反映させることができることから、この考え方は後に設計された多くのかな入力法にも受け継がれている。
コンピュータの計算能力が向上するにつれて、事前の候補絞込みをなるべく避けて「より広い範囲の候補」から配列を選別することが可能となるため、さらに高い性能を持つ配列が見つかる可能性もある。しかし新JIS配列の設計時点では、コンピュータの計算能力が高くなかったために、無数に存在する配列候補のうち「高速に入力できる大まかな条件」を満たすグループのみを初期候補として選別し、その中から計算と手動評価によって配列を選び出している。

### シフト方式
新JISかな配列は、シフトキーとして「小指位置」または「親指位置」を使用し、シフト方式としては逐次シフトもしくは普通のシフトを採用した。また、文字キーだけでなくシフトキーをも対象に含めたうえで、両手による交互打鍵を積極的に使う仕様とした。
新JISかな配列は、より操作回数が少なく済む「親指シフト」と比較されがちだが、「親指シフト」については一部の専門家から、「親指シフトの同時打鍵ロジックでは設計上、シフトを伴う打鍵が連続する場合について、ロールオーバー打ちができない」という点が疑問視されていた。このような主張をする人達にとっての最良打鍵法は、(親指シフトが目指した)省打鍵性よりも、交互打鍵性をより重視することだとされている。同様の主張はM式キーボードを開発した森田正典も行っており、こような考えを追求した例が大岩元が開発したTUT-Codeにおける半濁音の入力であり、交互打鍵の4打で1文字のかな「ぱ」「ぴ」「ぷ」「ぺ」「ぽ」を出力する。
一方で新JISかな配列では、指の運動機能から計算して、最も速く打つことができる入力法を選別するというアプローチを採用した。計算結果から、大枠として「行わなくてもよいムダな交互打鍵」によって総打鍵時間が増加することを避けるために「頻度の高い文字は1打鍵で打ち、そうでない文字のみを2打鍵で打つ」ことが有効であるとされ、省打鍵性と交互打鍵性をミックスさせる入力法が選び出されることとなった。
大枠が決まったあとの細かなチューニングとして、「1打鍵で打つ文字同士」「1打鍵で打つ文字に絡む2打鍵で打つ文字」「2打鍵で打つ文字同士」のそれぞれに限って、交互打鍵性を高めるために、左右に振り分ける文字のグループを計算により決定した。こうすることで、総打鍵時間が短く交互打鍵率も高い入力法を設計することができ、結果としてもっとも素早く入力できると考えられた。
こうした設計の結果、新JISかな配列は「ロールオーバー打ちが可能」かつ「可能な限り交互打鍵率を高める」条件を満たせることとなった。
新JISかな配列では、仕様を守ったままでも、既存のキーボードから物理的な変更を一切加えることなく実装できる特徴を持つため、メーカーとしては金型が流用できるというメリットもあった。このため一部のワープロメーカーから「50音かな・JISかな・新JISかな・Qwertyローマ字」などの組み合わせで、複数の入力方式に対応するワープロ専用機が出荷された時期もあった。

## 特徴
- 計算上の打鍵時間を徹底的に短くするために「2打鍵操作を嫌って1打鍵を優先」し、かつ（複数の被験者から得られた）実測値の積み上げによる打鍵時間がもっとも短くなるよう配列が選別されているために、高速な文字入力が行えると考えられる。結果として（ローマ字入力などとは異なり）よく使う仮名については「あ・い・う・え・お」以外であっても1打鍵で入力でき、また打鍵時間が遅くなるような悪運指は低出現頻度にしか使われない。
- 専用のキーボードは不要。一般的なQwerty(JIS/ANSI)キーボードに、ソフトウェアを組み合わせるだけで利用できる。
- （打鍵ミスを減らすために数字段を検討から外したことに伴い）英字モードに変移させなくても「数字」を直接入力できる。
- 小指シフトもしくはセンターシフトを含めての交互打鍵性が確保されており、片手に連続して負担がかかる事が起きにくい。

## 設計方法

### 指の運動特性を測定
鍵盤の文字配列と仮名の出現頻度偏りによる影響を避けつつ指の運動特性を測定するため、かなの出現頻度が一様となるようなランダム文を用いた。
昭和56年と昭和57年には、シフトするべき文字が最上段に集中している「JIS X 6002（かな入力）」を用いた。また、鍵盤の文字キー最下段であるB段から文字キー最上段のE段にわたってシフトキーの有無による打鍵速度差を測定するため、JIS X 6002のE段と、B段・C段・D段それぞれの段を交換した配列も使用し、都合4つの配列を用いて指の運動特性を測定した。この実験では、次の点が明らかになった。
- シフト側の文字はほぼ全てが捨て仮名であるため素早く入力された。
- E段(最上段)の入力は、他段の入力よりも時間を要し、かつ打鍵誤りも増加した。

この結果から、JIS X 6002のようにE段を使用する使い方よりも、シフトキーとB段・C段・D段のみの組み合わせを上手く使うほうが、総合的には「間違いにくく、かつ速い」結果を得られると考えられた。
前述の考え方についての確からしさを検証するため、昭和58年には、親指シフトの鍵盤配列に近い「シフトキーを多用するかわりに、E段を使用せずにかな文字を収めた」鍵盤配列を作成した。この鍵盤は、以前の4段型配列と比較して以下の特徴があった。
- シフトキーを多用するにもかかわらず、かな文字入力に要する時間が、4段配列と比べて短く収まる。
- 入力誤りを、半分以下に抑えることができる。

これらの結果を基礎とし、3段配列でのかな配列設計を開始した。
ただし、この実験用3段配列は、テンキーを組み合わせて作成したものである。

### かな配列の設計
かな配列の設計は、次のデータを元に作成した。
- 高校教科書にて出現する文字を仮名下しして、濁点と半濁点を仮名から分離・後置し、「1文字の出現頻度」と「2文字連接の出現頻度(2-gram)」を計数したもの。
- 指の運動特性を測定して得られた、連なって打鍵されたキー同士の打鍵所要時間。

### シフトしない側の仮名配列設計
シフトしない側の文字配列は、「1文字の出現頻度」が高い仮名文字半数を、交互打鍵率が最大になるように左右へと割り振ることで「右手グループ」と「左手グループ」へと分別された。
左右グループのそれぞれについて、指の段越えが極小となり、かつ各指の連打鍵率が極小となる配列を256組ずつ選出した。これを実験結果と人力評価に掛けて候補を2案ずつへと絞った。この時点では、シフトしない側の仮名配列は決定していない。

### シフトしない側の仮名配列最終案

#### 人差し指に負荷を集中させた配列案
左手側:1-221-197   右手側:1-40-6

そ け せ て ょ   つ ん の を り ち

は か し と た   く う い ゛ き な

す こ に さ あ   っ る 、 。 れ

#### 人差し指・中指・薬指に負荷を分散させた配列案
左手側:1-58-222   右手側:1-53-160

さ け て ょ せ   を つ う の り ち

は し か と た   く ん い ゛ き な

す こ に あ そ   っ る 、 。 れ

### シフト側の仮名配列設計及び決定
シフトしない側のかな配列は「右手グループ」と「左手グループ」に割り振られているが、まだ各手内での位置は決まっていない。この状態で「シフトキーを一打鍵とカウントして」交互打鍵率が最大となるよう、シフト側の文字配列が設計された。
シフト側は、ホームポジションがあるC段か、もしくは人差し指と中指のどちらか、もしくは両方に使用頻度の高いひらがなが配置された。使用頻度の低い、捨て仮名の「ぁぃぅぇぉ」はまとめて配置された。

### シフトしない側の仮名配列決定
シフト側の配列が決定した後、再度実験データと「2文字連接の出現頻度」を用いて配列を評価し、最終的な配列を決定した。右手系配列は「人差し指に負荷を集中させた配列案」が好成績を収めたため、それに倣って左手系配列にも「人差し指に負荷を集中させた配列案」を採用し、これを最終案としている。
ただし、左手系配列2案（1-221-197と1-58-222）および右手系配列2案（1-40-6と1-53-160）の組み合わせで作成できる4案は、シミュレーションによる打鍵速度差が最大でも1％範囲内に収まっている。

### 採用されなかった仕様
実験中、小指によるシフトキーの操作が若干遅れてしまう被験者がいた。JIS X 6004 はプレフィックスシフトを採用しているため、この操作があると必ず次のかなをシフトで修飾してしまい、2かな分が誤打鍵となる。
この現象を回避するには、シフトキーではなく文字キーのコード送出を若干遅らせることが有効だと確認された。しかし、この仕様はJIS X 6004では採用されず、後にTRON配列をサポートするBTRONのユーザー補助機能として「同時打鍵判定のために」採用された。
なお、親指シフトが採用する同時打鍵では、同様の誤打は同時打鍵判定によって正しく処理される。しかし親指シフトはプレフィックスシフトを許容していない。NICOLA配列規格書では言及されているが、JIS化提案からは削除されている。

## 環境

### ワープロ専用機
新たなJIS規格ということもあり策定後すぐに各社から新JIS配列モデルが発売された。NEC（M式）や富士通（親指シフト）など他の配列を推進するメーカーもオプションとして採用されるなど、ワープロ専用機の配列としては一定の広まりを見せていた。しかし、旧来のJIS配列が廃止されず併存していたため、あえて不慣れな新配列を選択するユーザーは少なく出荷台数が伸び悩んだことで店頭に置かれないという悪循環に陥り、採用機種は減っていった。シャープの書院にはソフト的に配列を切り替えられるモデルがあり、規格廃止直前まで販売を続けていた（1998年発売のMR-3など）。

### パーソナルコンピュータ
ハードウェア的にはJIS及びANSIキーボードと同一であるため、下記の様なソフトウェアにより再現が可能である。またソフトウェアによってはシフトキーの代わりに変換や無変換を利用したり、スペースキーをシフトキーと兼用させる「SanS」を実装することでセンターシフトも可能である。
短期間で規格が廃止されたため、外付けキーボードに関しては資料が少なく不明。数少ない例として、エスリル株式会社が自社のキーボードをファームウェア更新により対応させている。またオープンソースハードウェアのErgoDoxなど、ユーザーが論理配列を詳細に調整できる機種でも対応できる。
以下のような配列を変更するアプリケーションで再現が可能。
- Google 日本語入力 - ローマ字テーブルを編集することで利用できる。
- DvorakJ - Windows用。多配列サポートを前提に製作され、その一環として新JIS配列の配列定義を同梱。「SanS」も利用できた（開発終了）。
- Karabiner-Elements - Mac OS X用。キーボードの割り当てを変更するアプリケーション。
- 漢直WS - 漢字直接入力用のアプリケーションだが、定義ファイルを作成することでかな配列なども利用できる。
- Microsoft Keyboard Layout Creator - マイクロソフトが提供するWindowsの論理配列を作成・編集するアプリケーション。

ATOKなどローマ字入力に記号を利用できるインプットメソッドであれば、キーの配列変更と組み合わせて擬似的に再現できる。

### CEC仕様教育用パソコン
小中学校のパソコン学習用に、教育用パソコンの仕様を決める計画があり、CECのコンセプトモデルとして発表された。CPUとしてi80286を、OSとしてBTRONとMS-DOSを、キーボードとしてはTRONキーボードではなく新JIS配列を使っていた。また、特徴的なキーとしてテンキー部には分数表記に使用する「と」「分の」が標準装備となっていた。
TRONがアメリカのスーパー301条に指定された事により、文部省は1989年6月に教育用パソコンを断念し採用されなかった。

## リンク
- 新JIS配列とは 新JISに関する解説とリンク集。下記のリンクを含む。
- キーボードのJISカナ配列 親指シフトを開発した神田泰典の個人ページのサブコンテンツ。廃止された新JIS配列の規格書の全文が転載されている。